# Stazione di Londra Blackfriars
La stazione di Londra Blackfriars è una stazione ferroviaria, situata lungo la tratta principale della Thameslink a servizio della zona di Blackfriars, nella Città di Londra. Essa è adiacente al Ponte dei Frati Neri alla confluenza di New Bridge Street e Queen Victoria Street.

## Storia

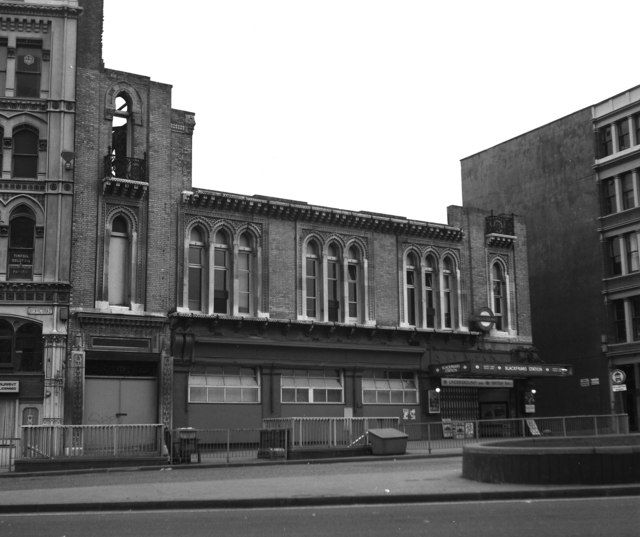
L'esterno della stazione nel 1977

La stazione sulle linee principali venne aperta con il nome di St. Paul's dalla London Chatham and Dover Railway (LC&DR) il 10 maggio 1886 quando venne aperto il St. Paul's Railway Bridge attraverso il Tamigi.
Il ponte di St. Paul's venne costruito come complemento all'esistente ponte ferroviario di Blackfriars, che era stato aperto nel 1864. Questo serviva a far passare i treni della intasatissima City Line fra il sud di Londra e le stazioni di Ludgate Hill, Holborn Viaduct e, attraverso la galleria di Snow Hill e la connessione alla Metropolitan and Metropolitan District Railways (presso Farringdon), alle stazioni di King's Cross e St. Pancras.
Prima dell'apertura della stazione di St. Paul's, la prima stazione Blackfriars Bridge, sita sulla riva sud del Tamigi, venne chiusa al traffico passeggeri il 1º ottobre 1885 divenendo una stazione per traffico merci
La stazione di St. Paul's assunse il nome attuale il 1º febbraio 1937. La struttura andò gradualmente deteriorandosi finché non fu più utilizzabile. Il ponte venne rimosso nel 1985 e rimasero soltanto i muli sulle rive del Tamigi e i piloni di sostegno.
La stazione venne ricostruita assieme a quella della metropolitana intorno alla metà degli anni settanta e riaperta il 30 novembre 1977. Una parte delle strutture di sostegno della stazione del 1886, sono state mantenute e utilizzate come piattaforme della stazione sulle linee principali che serve molte destinazioni del sud-est dell'Inghilterra e d'Europa. St. Paul's Bridge è ora noto come Blackfriars Railway Bridge.

### Ex stazione
Immediatamente al di là del fiume, sulla stessa linea vi era la stazione di Blackfriars Bridge, che venne usata per servizio passeggeri dal 1864 al 1885 e merci fino al 1964. Più avanti lungo Blackfriars Road vi è l'ingresso alla stazione di Blackfriars Road che fu in servizio dal 1864 al 1868 sulla South Eastern Railway.

### La ricostruzione
La stazione di Blackfriars subì, fra il 2009 ed il 2012, un profondo intervento di ristrutturazione che vide la demolizione e ricostruzione degli uffici sovrastanti e la chiusura della sottostante stazione della metropolitana fino alla fine del 2011.
Dopo la chiusura del fascio binari di testa i binari passanti furono estesi lungo il Blackfriars Railway Bridge sul fiume Tamigi per poter ricevere treni estesi a 12 carrozze in luogo delle precedenti 8. Anche la disposizione dei marciapiedi stessi venne modificata in modo da spostare il fascio passante dal lato est, con diminuzione delle piattaforme a servizio del fascio di testa da tre a due in conseguenza dello spostamento di alcuni servizi alla stazione passante.
Vennero inoltre realizzati un ingresso addizionale a South Bank e l'unificazione della biglietteria per i servizi metropolitani e quelli della National Rail. I lavori alla stazione furono completati nell'estate 2012 in tempo per le previste olimpiadi.

## Movimento
La stazione passante è servita dai treni Thameslink, da Bedford, St Albans e Luton a nord, Brighton a sud via London Bridge, ed i sobborghi sud-ovest di Londra intorno a Sutton via Elephant & Castle.
La stazione di testa è invece servita dalla Southeastern sulla linea per Sevenoaks via Denmark Hill e Swanley ed i servizi ore di punta via Herne Hill per Beckenham Junction, oltre che quelli sulla linea principale via Medway e Maidstone East/Ashford International.
Southeastern opera anche servizi nelle ore di punta, da e per City Thameslink

## Interscambi

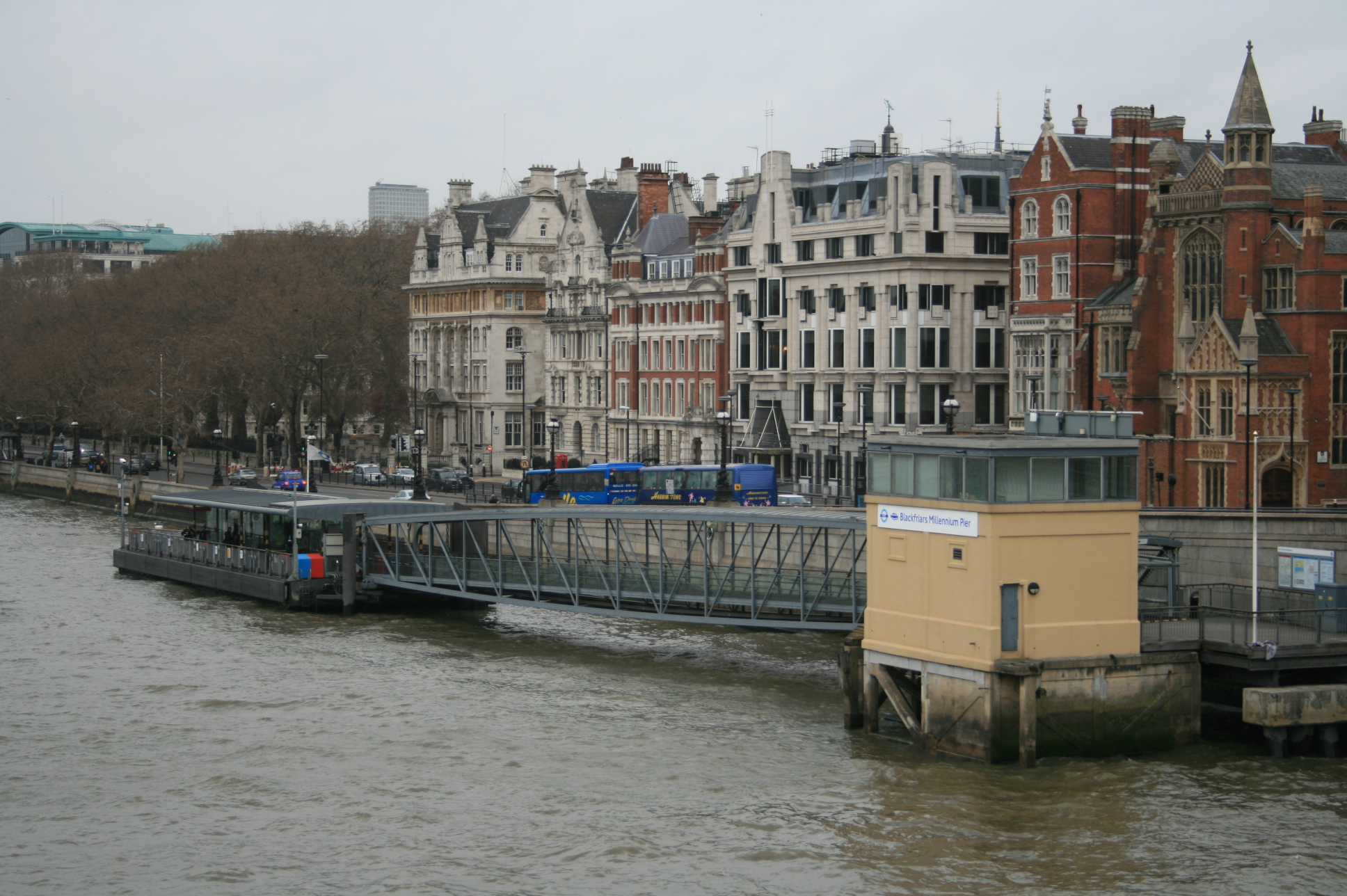
Blackfriars Millennium Pier

La stazione consente l'interscambio con la fermata omonima delle linee Circle e District della metropolitana di Londra.
Nelle vicinanze della stazione effettuano fermata alcune linee urbane automobilistiche, gestite da London Buses.
A seguito della sua vicinanza al fiume, infine, è possibile l'interscambio con i servizi fluviali di Londra: i servizi disponibili dal molo di Blackfriars Millennium comprendono natanti per Putney, gestiti da Thames Executive Charters, e servizi fra Embankment e Woolwich Arsenal, operati da Thames Clipper.
- Fermata metropolitana (Blackfriars, Linee Circle e District)
- Fermata autobus
- Molo fluviale (Molo di Blackfriars Millennium - London River Services)

## Galleria d'immagini

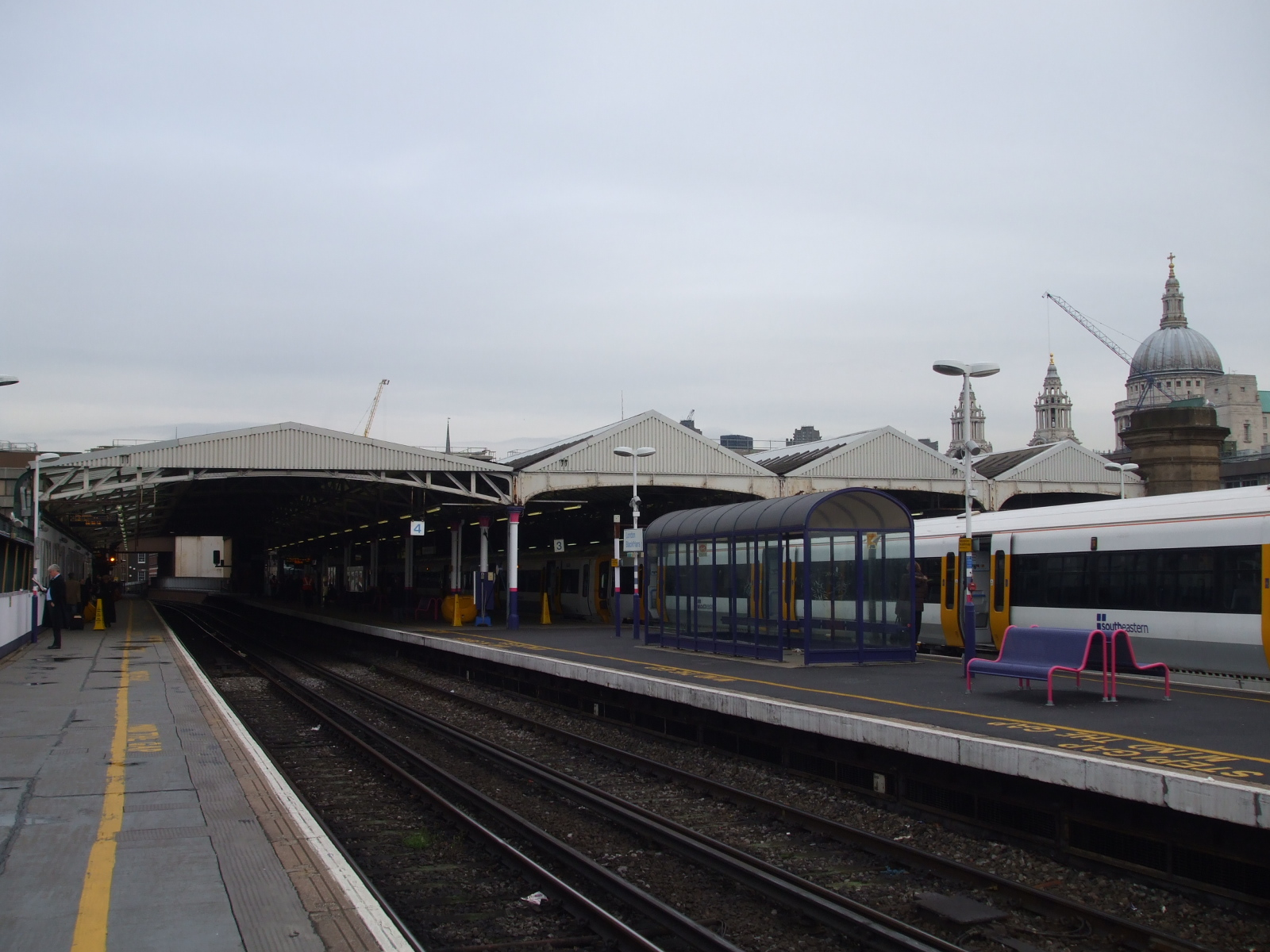
Verso nord dai binari 4 e 5 (la cattedrale di St. Paul's sullo sfondo)
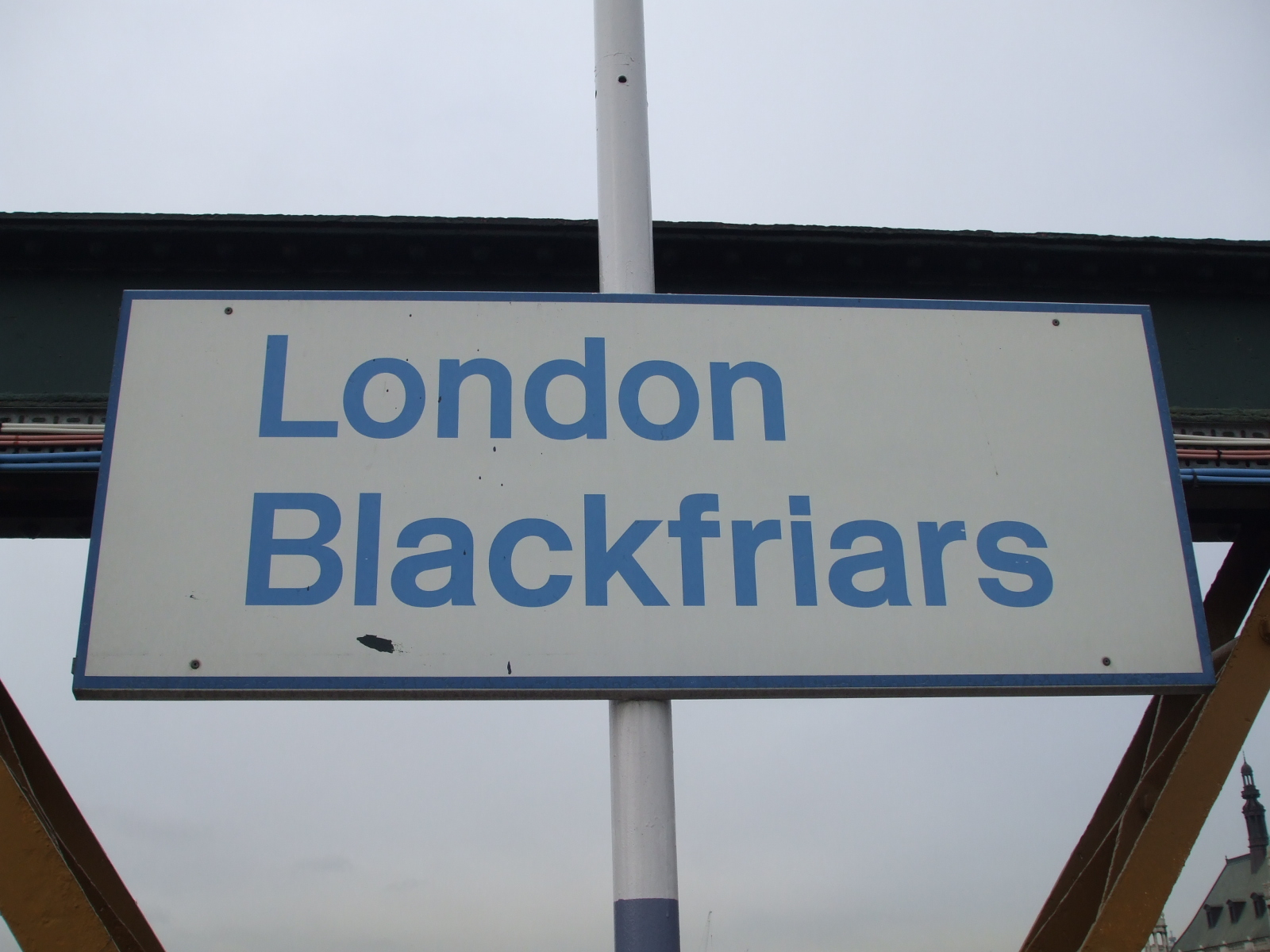
Tabella sul binario 5
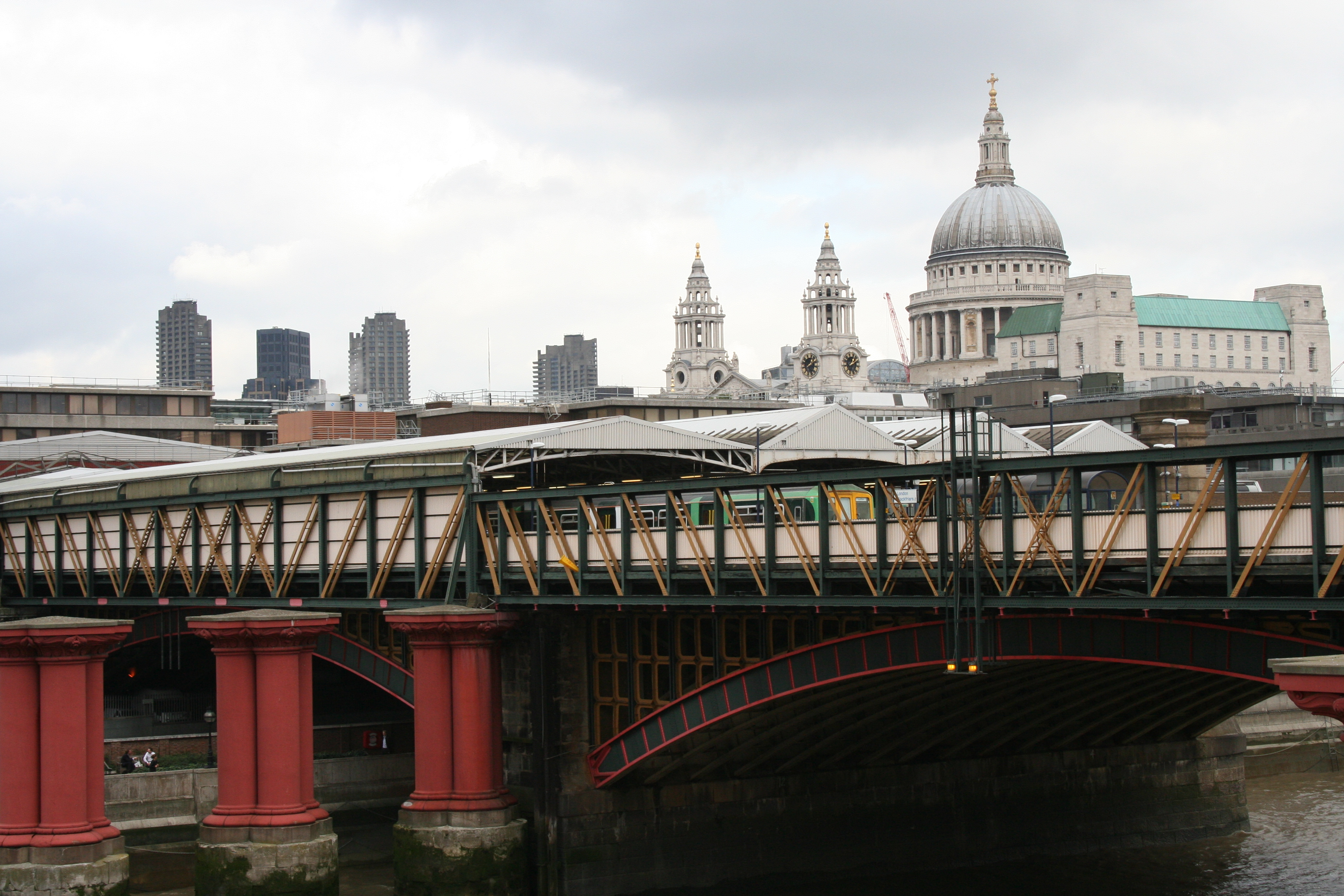
Visione del binario in corso di estensione sul ponte verso sud
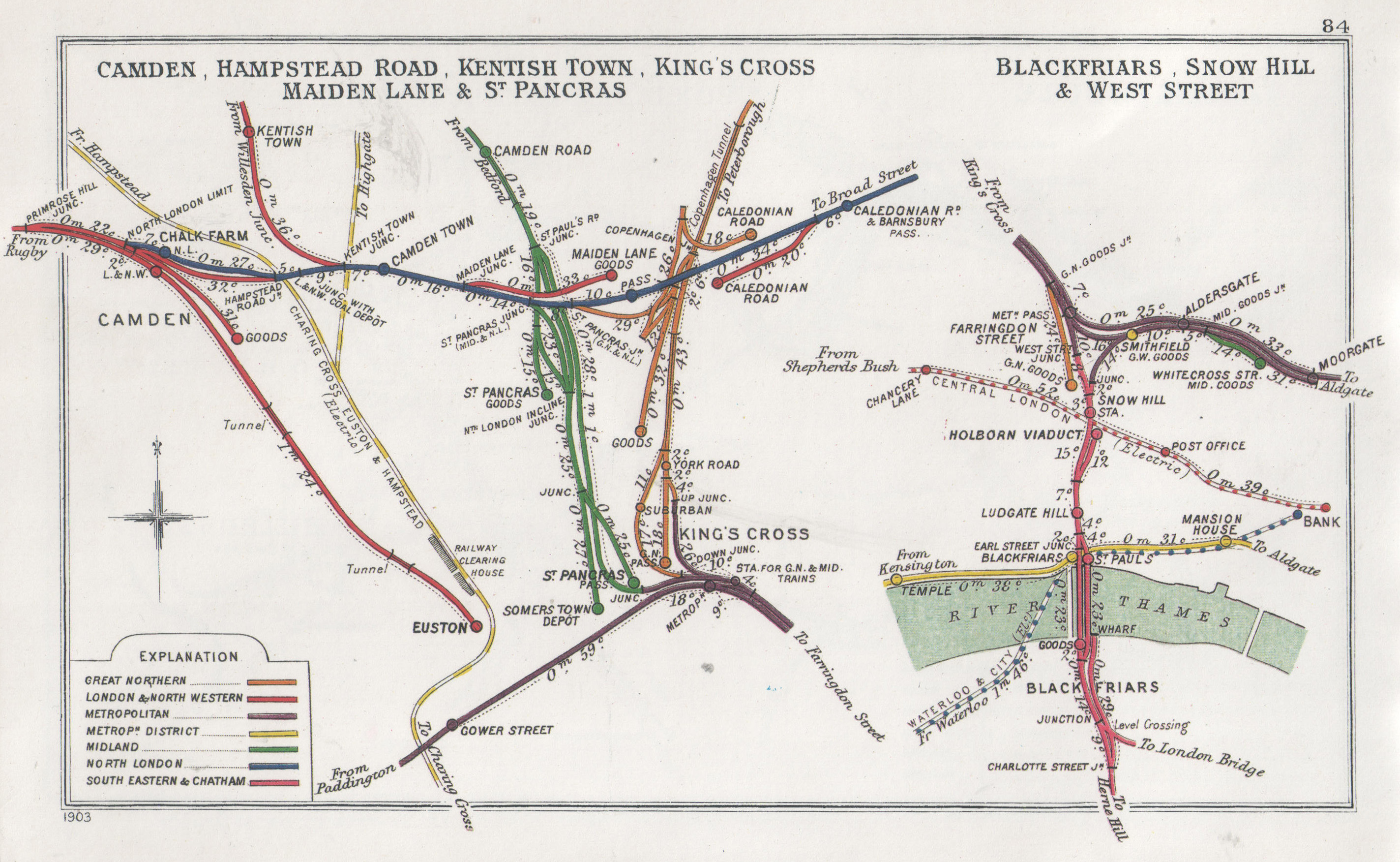
Una mappa del 1914. Si noti la stazione attuale denominata "St. Paul's"